# HD 23526
HD 23526，又名BD+06 583，SAO 111407、HR 1159，是一颗恒星，视星等为5.91，位于銀經180.67，銀緯-35.81，其B1900.0坐标为赤經3h 40m 49.1s，赤緯+6° -35.81′ 33″。